# Mouad Hadded
Mouad Hadded (en arabe : معاذ حداد) est un footballeur algérien né le 22 février 1997 à Collo dans la Wilaya de Skikda. Il évolue au poste de défenseur central à Al Ahly Benghazi.

## Biographie

### Carrière en club
Mouad Hadded évolue en première division algérienne avec le club doyen algérois du MC Alger.
Il fait ses débuts en deuxième division algérienne avec le club du CA Batna lors de la saison 2017-2018.
En 2018, il signe à la JSM Skikda ou il passera 2 ans jusqu’en 2020, avant de rejoindre le club de la capitale du MC Alger lors du mercato estival.

### Équipe nationale A’
Mouad Hadded est convoqué le 7 juin 2021 par Madjid Bougherra en équipe d’Algérie A' pour disputer un match amical contre l’équipe du Liberia pour l’inauguration du nouveau Stade olympique d'Oran.

## Statistiques

### En club
| Saison                | Club                  | Championnat           | Championnat | Championnat | Championnat | Coupe(s) nationale(s) | Coupe(s) nationale(s) | Coupe(s) nationale(s) | Compétition(s) continentale(s) | Compétition(s) continentale(s) | Compétition(s) continentale(s) | Compétition(s) continentale(s) | Autres compétitions | Autres compétitions | Autres compétitions | Autres compétitions | Total | Total | Total |
| Saison                | Club                  | Division              | M.          | B.          | P.d.        | M.                    | B.                    | P.d.                  | Comp.                          | M.                             | B.                             | P.d.                           | Comp.               | M.                  | B.                  | P.d.                | M.    | B.    | P.d.  |
| 2017-2018             | CA Batna              | Ligue 2               | 14          | 0           | 0           | -                     | -                     | -                     | -                              | -                              | -                              | -                              | -                   | -                   | -                   | -                   | 14    | 0     | 0     |
| 2018-2019             | JSM Skikda            | Ligue 2               | 19          | 0           | 0           | 1                     | 0                     | 0                     | -                              | -                              | -                              | -                              | -                   | -                   | -                   | -                   | 20    | 0     | 0     |
| 2019-2020             | JSM Skikda            | Ligue 2               | 18          | 2           | 0           | -                     | -                     | -                     | -                              | -                              | -                              | -                              | -                   | -                   | -                   | -                   | 18    | 2     | 0     |
| Sous-total            | Sous-total            | Sous-total            | 37          | 2           | 0           | 1                     | 0                     | 0                     | -                              | -                              | -                              | -                              | -                   | -                   | -                   | -                   | 38    | 2     | 0     |
| 2020-2021             | MC Alger              | Ligue 1               | 33          | 2           | 0           | 1                     | 0                     | 0                     | C1                             | 11                             | 0                              | 1                              | -                   | -                   | -                   | -                   | 45    | 2     | 1     |
| 2021-2022             | MC Alger              | Ligue 1               | 29          | 0           | 1           | -                     | -                     | -                     | -                              | -                              | -                              | -                              | -                   | -                   | -                   | -                   | 29    | 0     | 1     |
| Sous-total            | Sous-total            | Sous-total            | 62          | 2           | 1           | 1                     | 0                     | 0                     | -                              | 11                             | 0                              | 1                              | -                   | -                   | -                   | -                   | 74    | 2     | 2     |
| 2022-2023             | CR Belouizdad         | Ligue 1               | 15          | 1           | 0           | -                     | -                     | -                     | C1                             | 6                              | 0                              | 0                              | -                   | -                   | -                   | -                   | 21    | 1     | 0     |
| 2023-2024             | CR Belouizdad         | Ligue 1               | 25          | 2           | 0           | 3                     | 0                     | 0                     | C1                             | 7                              | 0                              | 0                              | UAFA                | 2                   | 1                   | 0                   | 37    | 3     | 0     |
| 2024-2025             | CR Belouizdad         | Ligue 1               | 7           | 0           | 0           | -                     | -                     | -                     | C1                             | 6                              | 0                              | 0                              | -                   | -                   | -                   | -                   | 13    | 0     | 0     |
| Sous-total            | Sous-total            | Sous-total            | 47          | 3           | 0           | 3                     | 0                     | 0                     | -                              | 19                             | 0                              | 0                              | -                   | 2                   | 1                   | 0                   | 71    | 4     | 0     |
| Total sur la carrière | Total sur la carrière | Total sur la carrière | 160         | 7           | 1           | 5                     | 0                     | 0                     | -                              | 30                             | 0                              | 1                              | -                   | 2                   | 1                   | 0                   | 197   | 8     | 2     |

## Distinctions personnelles
- Élu 4 fois dans l’équipe type de la Ligue des champions de la CAF 2020-2021[6].